# Julien Wartelle
Julien Victor Wartelle (ur. 26 lutego 1889 w Lille, zm. 12 sierpnia 1943 tamże) – francuski gimnastyk, medalista olimpijski.
Brat gimnastyka Paula Wartelle, również medalisty olimpijskiego.
W 1920 r. reprezentował barwy Francji na letnich igrzyskach olimpijskich w Antwerpii, zdobywając brązowy medal w wieloboju drużynowym.